# Minesweeper (Windows)
Windows Minesweeper е компютърна игра, създадена от Робърт Донър и Кърт Джонсън от Microsoft. Първоначално излязла за Microsoft Entertainment Pack for Windows през 1990 г. През 1992 г. е включена в стандартната инсталация на Windows 3.1 и във всяка следваща операционна система. Нова версия на играта за Windows Vista е създадена от компанията Oberon Games.

## Геймплей
Целта на играта е да се разкрият всички квадратчета, които не съдържат мини (с левия бутон на мишката), без да щракнем върху мина преди това. Разположението на мините може да се разбере логически, с помощта на подсказки от играта. Те се състоят в цифрички, появяващи се на местата на квадратчетата след щракане върху тях. Цифричките (от 1 до 8) показват колко квадратчета, в които има мини, има в съседство. Ако се щракне върху квадратче, което няма мини в съседство, то разкрива съседните, ако някое от тези разкрити също няма мини в съседство, то също разкрива съседните квадратчета. По този начин става верижна реакция, при която се разкриват пространства от празни квадратчета. За да се предотврати щракане върху мина по невнимание, е предоставена опция, при която играчът, след като щракне с десния бутон на мишката, маркира с флагче квадратче, заподозряно в съдържане на мина. След като са избрани всички празни квадратчета и играта е свършила, компютърът автоматично маркира останалите с флагчета.

## Характеристики
Съществуват три размера на полето на играта:
- За начинаещи: полето е с 8x8 или 9x9 квадратчета с 10 мини
- За напреднали: полето е с 16x16 квадратчета с 40 мини
- За експерти:полето е с 30x16 квадратчета с 99 мини

Съществува и режим за настройване на поле с големина по избор от диапазона: 8x8 или 9x9 до 30x24 квадратчета с от 10 до 667 мини (максималният позволен брои за мини в поле с размери AxB е (A-1)x(B-1))
В Windows 2000 и неговите последователи полето за начинаещи и минималният размер на полето е увеличен от 8x8 на 9x9. Причината за промяната не се знае.
Гъстотата на мините е все една и съща в старото поле за начинаещи с размери 8x8 и в полето за напреднали с размери 16x16. Все пак играта в полето за начинаещи е по-лесна заради по-малкия шанс от уцелване на мина, а възникнал проблем винаги може да се реши с налучкване. Също така за играча е по-трудно да направи грешка по невнимание заради това, че играта е по-кратка, а концентрацията по-лесно се запазва.
През 2003 г. Microsoft представили нова версия на Minesweeper в MSN Messenger, наречена Minesweeper Flags. Играе се с противник и играта печели този, който открие 26 мини (от 51), като се щрака не върху празните квадратчета, както е в оригиналната версия, а върху квадратчетата с мините.
Ако с първия си ход играчът уцели мина, играта автоматично я премахва и слага нова в горния ляв ъгъл на полето. Ако там вече има мина, новата мина се слага в първото срещнато празно квадратче от полето (първото се определя като се обхождат всички квадратчета в посока ляво->дясно и горе->долу). След като това стане, играта продължава така, сякаш на избраното място е нямало мина, дори и да е имало. Това се прави, за да се осигури играчът да не загуби играта от първия си ход.
Версията на играта в Windows Vista има способността да рестартира изгубени игри и да записва резултатите от игрите на Minesweeper, както и на други игри. Възможно е губенето на рестартирана игра, след което тя не може отново да се рестартира отново. А това е довело хората до правене на скрийншотове на изгубената игра, за да могат да попълнят правилните квадратчета в рестартирана игра с помощта им.
Играта има и друго ново свойство в Windows Vista – при двукратно щракане с левия бутон на мишката върху разкрита цифричка на квадратче от полето, ако броят на флагчетата в квадратчетата около него не е какъвто трябва да е, се появява червен X, който премигва върху цифрата. Ако ли флагчетата са правилен брой, всички празни квадратчета около него ще бъдат разкрити. Подобно свойство има и при по-старите версии, но е достъпно при щракането с двата бутона или на трети бутон от мишката. Новото свойство позволява пестене на време като намалява броя на щраканията и времето за мислене за това кое от съседните квадратчета може да се разкрие. Трябва да се внимава обаче, че при грешно маркиране на съседните квадратчета, това свойство може да взриви мина и играта да свърши.

## Изглед в Windows Vista
В изданията на Minesweeper на Windows XP и по-ранни версии, цветът на прозореца е светлосив. След появата на Windows Vista, заради новата тема и изглед Minesweeper е сериозно преработен. Потребителят може да избира измежду две цветови схеми – синя и зелена, а може и да се избере заместването на мините с цветя. Тези цветя действат по същия начин, както и мините – при щракане върху квадратчета с тях, те експлодират. За фон на експлозията звучи спокойна мелодия. Цветята са включени в Windows Vista, защото в някои части на света играта е неприятна заради съдържанието си на мини.
|  | Тази страница частично или изцяло представлява превод на страницата Minesweeper(Windows) в Уикипедия на английски. Оригиналният текст, както и този превод, са защитени от Лиценза „Криейтив Комънс – Признание – Споделяне на споделеното“, а за съдържание, създадено преди юни 2009 година – от Лиценза за свободна документация на ГНУ. Прегледайте историята на редакциите на оригиналната страница, както и на преводната страница, за да видите списъка на съавторите. ВАЖНО: Този шаблон се отнася единствено до авторските права върху съдържанието на статията. Добавянето му не отменя изискването да се посочват конкретни източници на твърденията, които да бъдат благонадеждни. |